# Six60
Six60 è un gruppo musicale neozelandese attivo dal 2010.
Nel corso della loro carriera hanno ottenuto un forte riscontro commerciale e di critica in patria, ottenendo oltre 80 dischi di platino e vincendo numerosi New Zealand Music Awards. Nel 2018 sono risultati gli artisti più ascoltati dell'anno su Spotify in Nuova Zelanda.

## Storia del gruppo

### Creazione della band
I componenti del gruppo si sono conosciuti negli anni 2000 nella città di Dunedin, dove erano tutti iscritti all'università. Una volta stabilita una relazione amicale e professionale fra di loro, nel 2008 i componenti del gruppo vanno a vivere insieme in un appartamento situato al numero 660 di Castle Street: in tale frangente la band assume il nome di Six60 proprio in onore dell'indirizzo della propria abitazione, iniziando ad esibirsi in locali del posto. Nel 2009 il gruppo pubblica della musica in maniera indipendente e inizia così ad attirare delle attenzioni, sfociate l'anno seguente nella firma di un contratto discografico con Massive Entertainment.

### Primi due album, iTunes EP (2010-2016)
Nel 2010 il gruppo pubblica il singolo di debutto Rise Up 2.0, che raggiunge la vetta della classifica neozelandese e ottiene due dischi di platino, oltre ad ottenere due nomination ai New Zealand Music Awards, occasione in cui il gruppo ne esegue anche una performance. Al successo del singolo segue il primo tour di rilievo nazionale del gruppo. L'anno successivo il gruppo ottiene un successo ancora maggiore con i singoli Don't Forget Your Roots e Only to Be, che ricevono rispettivamente 8 e 5 dischi di platino oltre a piazzarsi entrambi in top 5 in classifica.
Sempre nel 2011 pubblicano il loro primo album eponimo, che raggiunge la vetta della classifica neozelandese e ottiene 10 dischi di platino. Il successo dell'album è tale che anche la album track Finest Wine ottiene 2 dischi di platino. Nel 2012 il gruppo estrae altri singoli dall'album, ottenendo ulteriori certificazioni e piazzamenti in classifica. Sempre nel 2012 ottengono 6 vittorie su un totale di 9 nomination ai New Zealand Music Awards, oltre a portare avanti un tour internazionale fra Nuova Zelanda e Australia. In seguito a tali concerti il gruppo realizza il suo primo progetto live, l'iTunes Session EP.
Nel 2014 la band ritorna in vetta alla classifica singoli neozelandese con il brano Special, primo estratto dal secondo album eponimo pubblicato l'anno successivo. L'album replica il successo del precedente, raggiungendo anch'esso la vetta della classifica album e ottenendo 8 dischi di platino. Il progetto ha trascorso 5 anni consecutivi all'interno di tale classifica. Con i successivi singoli estratti dal progetto il gruppo ottiene altri 5 dischi di platino. Anche questo secondo disco fa incetta di nomine ai New Zealand Music Awards, portando il gruppo a una vittoria nel 2015 ed a due vittorie nel 2016. L'album viene inoltre supportato da una serie di concerti.

### EP eponimo, terzo album (2017-2021)
Nel 2017 il gruppo pubblica il suo secondo EP, anch'esso eponimo come i primi due album. Il progetto raggiunge la seconda posizione in classifica e ottiene 6 dischi di platino; in aggiunta a ciò tutti i brani in esso inclusi vengono estratti come singoli e, in particolare, Don't Give It Up e Vibes si posizionano in top 10 e ottengono 5 dischi di platino a testa. Anche Exhale e Closer vengono certificati platino. Il progetto viene inoltre promosso attraverso un tour in Nuova Zelanda e Australia.
Nel 2019 il gruppo ritorna in scena con il singolo The Greatest, che raggiunge la terza posizione nella classifica neozelandese e viene certificato 4 volte platino. Segue il lancio di un terzo album eponimo, anch'esso posizionatosi alla vetta della classifica neozelandese e certificato sei volte platino. L'album è inoltre il primo progetto del gruppo a piazzarsi all'interno della classifica australiana, posizionandosi alla numero 8. I successivi singoli Please Don't Go, Ruining e Never Enough raggiungono tutti la top 10 della classifica neozelandese, racimolando inoltre altri 5 dischi di platino e un disco d'oro. Ancora una volta anche alcune album track ottengono un forte successo commerciale: in particolare Long Gone, Ghosts e Sundown racimolano altri 7 dischi di platino. 
Tra 2020 e 2021 il gruppo pubblica alcuni singoli slegati da album: Fade Away, che raggiunge la posizione 9 in classifica e ottiene un disco di platino; All She Wrote, che raggiunge la vetta della classifica e ottiene 2 dischi di platino; Papeha, che raggiunge la seconda posizione in classifica e ottiene un disco di platino.  Quest'ultimo brano vince un New Zealand Music Award nella categoria "singolo dell'anno". Sempre nel 2020 viene pubblicato il film Six60: Till the Lights Go Out, un documentario incentrato sulla carriera degli Six60. Nel 2021 il gruppo esegue un tour in Europa e Regno Unito, oltre al suo primo concerto a Eden Park, uno dei principali stadi neozelandesi.

### Castle S.T(2022 - presente)
Nel 2022 il gruppo pubblica il singolo Never Been Tonight in anticipazione del quarto album Castle S.T., previsto per l'ottobre successivo. Il progetto verrà promosso con una serie di concerti negli stadi in Nuova Zelanda.

## Filantropia
Negli luglio 2021 i membri del gruppo acquisteranno l'appartamento in cui avevano convissuto ai tempi dell'università per farne un dormitorio universitario, un progetto al quale hanno aggiunto l'erogazione di quattro borse di studio annuali del valore di 10 mila dollari per studenti iscritti alla facoltà di arti performative.

## Formazione
- Matiu Walters (voce principale, chitarra)
- Ji Fraser (chitarra principale)
- Chris Mac (basso)
- Marlon Gerbes (sintetizzatore)
- Hoani Matenga (basso)
- Eli Paewai (batteria)

## Discografia

### Album in studio
- 2011 – Six60
- 2015 – Six60
- 2019 – Six60
- 2022 – Castle St

### Album dal vivo
- 2024 – The Grassroots Album

### EP
- 2013 – iTunes Session EP
- 2017 – Six60 EP

### Raccolte
- 2024 – The Six60 Collection

### Singoli
- 2010 – Rise Up 2.0
- 2011 – Don't Forget Your Roots
- 2011 – Only to Be
- 2012 – Forever
- 2012 – In the Clear (feat. Paul Mac)
- 2012 – Lost (feat. APO)
- 2013 – Forever (Movie Version)
- 2014 – Special
- 2015 – So High
- 2015 – White Lines
- 2015 – Purple
- 2015 – Stay Together
- 2015 – Exhale
- 2017 – Don't Give It Up
- 2017 – Rivers
- 2017 – Closer
- 2017 – Rolling Stone
- 2017 – Vibes
- 2017 – Up There
- 2019 – The Greatest
- 2019 – Universe
- 2019 – Please Don't Go
- 2019 – Raining
- 2020 – Never Enough
- 2020 – Fade Away
- 2021 – All She Wrote
- 2021 – Papeha
- 2022 – Before You Leave
- 2022 – Never Been Tonight